# Sông Hàm Leo
Sông Hàm Leo là sông đổ ra sông Tô Hạp (tức Sông Dinh Ninh Thuận) trong lưu vực Sông Cái Phan Rang. Sông Hàm Leo chảy ở huyện Khánh Sơn tỉnh Khánh Hoà và huyện Bác Ái tỉnh Ninh Thuận .
Sông có chiều dài 21 km và diện tích lưu vực là 90 km² .

## Dòng chảy
Sông Hàm Leo khởi nguồn từ các suối ở phần bắc xã Thành Sơn huyện Khánh Sơn.12°08′33″B 108°44′42″Đ / 12,142397°B 108,745102°Đ
Sông chảy hướng đông nam, là ranh giới xã Phước Bình huyện Bác Ái và xã Thành Sơn huyện Khánh Sơn.
Sông Hàm Leo đổ vào sông Tô Hạp (tức Sông Dinh Ninh Thuận) tại thôn Tà Giang xã Thành Sơn huyện Khánh Sơn.